# Ђанбатиста Вико
Гиован Ђанбатиста (итал. Giovan Giambattista Vico; 23. јун 1668 – 23. јануар 1744) је био италијански политички филозоф, реторичар, историчар и правник, који је признат као један од највећих мислилаца просветитељства. Он је критиковао ширење и развој модерног рационализма. Вико је најпознатији по свом магнум опус-у, у "Scienza Nuova" из 1725. године, често је објављен на енглеском језику, као "New Science"
Вико је претеча системског и комплексности размишљања, за разлику од картезијанске анализе и друге врсте редукционизма. Осим тога, он може бити кредитован са првим излагањем основних аспеката друштвене науке, иако његови ставови нису нужно утицали на прве друштвене научнике.
Он је такође познат по напомињући да "verum esse ipsum factum" ("истина сама по себи је чињеница"), предлог који је прочитан као рани пример из конструктивистичке епистемологије.
За Вика се често тврди да је означио почетак модерној филозофији историје, иако се термин не може наћи у његовом тексту (Вико говори о "историји филозофије изреченог на филозофски начин") Иако Вико није, строго говорећи, историчар, интерес у њему је често вођен историчарима као што су Ајзаја Берлин и Хајден Вајт.

## Биографија
Рођен као син продавца књига и ћерке превозника кафе у Напуљу, у Италији, Вико је учио у низу гимназија, али лоше здравље и незадовољство језуитска сколастика га је натерала на кућно школовање. Викова аутобиографија указује на вероватноћу да је Вико углавном био самоук. Према Цостељу (Costelloe), то је због утицаја његовог оца на њега током трогодишњег одсуства из школе изазване падом док је имао седам година.
После прележаног тифуса у 1686., Вико је прихватио позицију ментора у Ватоли, јужно од Салерна, која ће трајати девет година. 1699. оженио се са пријатељицом из детињства, Терезом Дестито, и узео је главно седиште реторике на Универзитету у Напуљу. Током своје каријере, Вико би тежио ка, али никада постигао, на више респектабилно седиште судске праксе. Међутим, 1734. њега је именовао за краљевског историографа Чарлс III, краљ Напуља, и понудио му је плату далеко већу од његове професорске плате. Вико задржао седиште реторике све док га је лоше здрављенатерало да се повуче 1741.

## Scienza Nuova (Нова Наука)
Нова наука (1725, оригинални наслов Scienza Nuova) је његов главни рад и био је веома утицајан у филозофији историје, као и за историчаре као што су Исаија Берлин и Хаиден Вајт.

## принципverum factum
Вико је најпознатији по свом принципу Verum factum, први пут формулисан 1710. као део свог „De antiquissima Italorum sapientia, ex linguae latinae originibus eruenda'' (1710) ("О највећој древној мудрости Италијана, откривено из порекла латинског језика"). Принцип тврди да је истина верификована кроз стваранје и изуме, а не из, као што каже Декарт, запажања: "Сходно томе, наша јасан и одређеност идеја ума не може бити критеријум самог ума, а још мање у другим истинама. Јер, док је ум себе доживљава, ум себе не ствара "Овај критеријум за истину ће касније обликовати историју цивилизације у Виковом опусу, Нова Наука (Scienza Nuova, 1725), јер ће тврдити да је цивилни живот - Попут математике - у потпуности изграђен. 

## Вичијанска реторика и хуманизам
Викова верзија реторике често се види као резултат његових хуманистичких и педагошких критика. У De Nostri Temporis Studiorum Ratione ("О реду школских дисциплина нашег времена"), представљен на почетку церемоније 1708., Вико је тврдио да онај ко "намерава каријеру у јавном животу, било у судовима, сенату, или проповедаоница" треба учити да "господари уметношћу тема и да брани обе стране контроверзе, било да се ради о природи, човеку или политици, у слободнијем и светлијем стилу изражавања, тако да могу да науче да се ослањају на оне аргументе који су највероватнији и имају највећи степен истинитосне вредности". Као краљевски професор латинске речитости, био је Виков задатак да припреми студенте за високо образовање у закону и судској пракси. Његове лекције су се, поводом тога, бавиле формалним аспектима реторичког канона, укључујући аранжман и испоруку. Викоов приговор на модерну реторику је да се одсеца од здравог разума. У својим предавањима и по целини свог рада, Викоова реторика почиње са централним аргументом или "средњим роком" (medius terminus), која се затим поставља да разјасни тако што би пратио ред ствари које се уздижу у нашем искуству. Вероватноћа и околност задржавају њихов значај пропорционално, и откриће, које се ослања на теме, замењује аксиоме изведене кроз рефлектујуће апстракције. У традицији класичне римске реторике, Вико покушава да научи говорника као достављача "Oratio", да говор мора да има разлог/ред у свом срцу. Оно што је од кључног значаја за уметност говорења је уређена веза између здравог разума и краја који је сразмеран са њим.  
Викоово поновно откриће "најдревније мудрости" чула, његов нагласак на важност грађанског живота, његове професионалне обавезе нас подсећају на хуманистичке традиције. 

## Утицаји
Док Карл Маркс само једном помиње  Викоа у његовим делима, Викоове идеје теку, у најмању руку, паралелно са Марксовим. И Вико и Маркс су писали о борби друштвених класа. Њихове идеје укључују  остваривање једнаких права за све људе. Вико ово зове "доба људи". Маркс закључује да је ово стање оптималан крај друштвених промена, али Вико верује да ће потпуна равноправност довести до хаоса и распада у друштву. Вико је приказао свој став о потреби за религијом, за разлику од Маркса, када је изјавио да је предострожност потребна да би у друштву био одржан ред.
Едвард Саидов (Edward Said) оријентализам је такође задужен Вику,  и заиста се појављује у његовој књизи 13 пута. Саид је пратио утицај Вика у многим филозофима кроз двадесети век. За Саида, Вико као хуманиста и рани филолог представља "другачији алтернативни модел који је био изузетно важан у мом раду", који се разликује од предрасуда западне културе према Оријенту, јер је другачија од доминантне "стандардизације" која је дошла са модерним добом и је посебно била погођен са националним социјализмом. Вико, према Саиду, видео је видео међузависност људске историје и културе које су органски везане заједно. Штавише, Саид тврди да се "морају озбиљно схватити Викоова велика запажања да људи праве своју сопствену историју, да је оно што они могу да знају оно што су они сами направилии и проширити то и на географију. Као географске и културне ентитете - да не говоримо о историјским ентитетима - те локалитете, регионе и географске секторе као што су "Оријент" и "Запада" су вештачки створени ".

## Дела
- Вико, Ђанбатиста. "О хуманистичком образовању," Превод: Ђорђо Пинтон (Giorgio A. Pinton) и Артур Шипи(Arthur W. Shippee). Итака: Cornell University Press, 1993.
- Вико, Ђанбатиста. "О наставним методама нашег времена," Превод: Елио Гиантурцо (Elio Gianturco). Итака: Cornell University Press, 1990.
- Вико, Ђанбатиста. Универзално право (Diritto universale). Превео са латинског и Уредио Ђорђо Пинтон (Giorgio A. Pinton) и Маргарет Диел (Margaret Diehl). Амстердам / Њујорк, Родопи, 2000
- Вико, Ђанбатиста. "Нова Наука Ђанбатисте Викоа", (1744). Превод: Томас Бергин (Thomas G. Bergin) и Макс Фиш (Max H. Fisch). Итака: Cornell University Press, 2. изд. 1968.
- Вико, Ђанбатиста. "О најдревнијој мудрости Италијана: Откривена од порекла латинског језика", Превод: Л. М. Палмер. Итака: Cornell University Press, 1988.